# Ben-Hadad III.
Bir-Hadad III. (auch Bar-Hadad III.; alttestamentlich Ben-Hadad) war von etwa 805 bis 773 v. Chr. Herrscher des Königreichs Aram.
Er war der Sohn des Hazael und wird in der Stele des Zakkur von Hamat genannt. Bir-Hadad III. soll eine militärische Koalition gebildet haben, um die Annexion der Stadt Hazrak zu verhindern.

„Bir-Hadad III., der Sohn von Hazael, König von Aram, vereinigte 17 Könige gegen mich: Bir-Hadad III., der König Bir-Guš von Arpad, der König von Qu'e, der König von Amq, der König von Gurgum, der König von Ja’udi, der König von Meliz, der [… Rest zerstört] …“